# Bruno Bruni (Künstler)
Bruno Bruni sen. (* 23. November 1935 in Gradara bei Pesaro/Italien) ist ein italienischer Maler, Grafiker und Bildhauer.
Mit seinen figurativen Motiven wurde Bruno Bruni als Zeichner, Lithograf, Maler und Plastiker schon in den 1970er Jahren in Deutschland bekannt. 1977 wurde er mit dem Internationalen Senefelder Preis für Lithografie ausgezeichnet.

## Leben

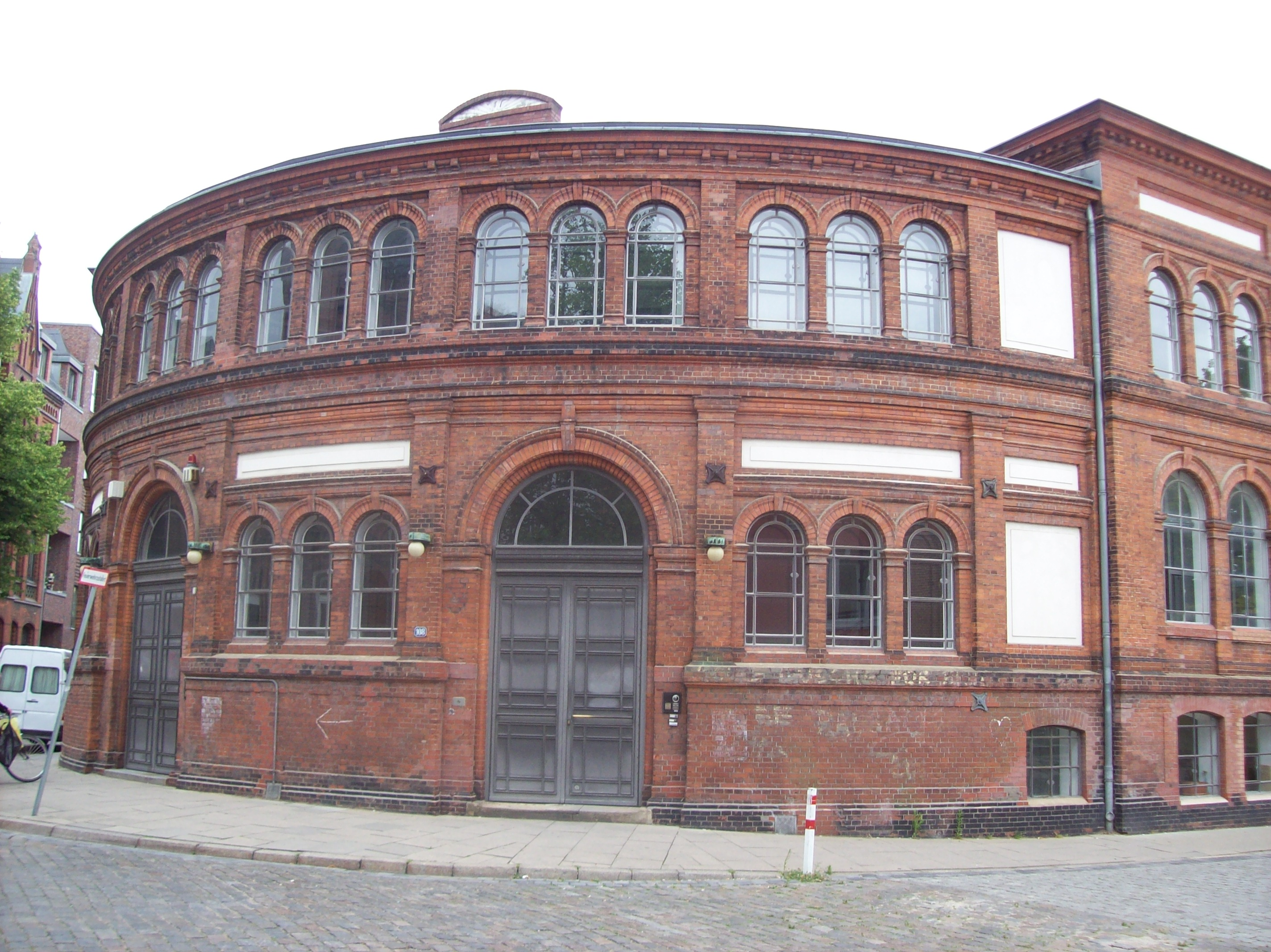
Ehemaliges "Thedebad" in Hamburg-Altona-Altstadt

Bruni stammt aus einfachen Verhältnissen. Sein Vater war Anhänger der Arbeiterbewegung, und der Kampf gegen den Faschismus am Ende des Zweiten Weltkriegs gehörte zu den Erfahrungen, die Brunis politische Orientierung prägten.
Von 1953 bis 1959 besuchte er das Instituto d’Arte in Pesaro. Nach Ausstellungen in Pesaro und Florenz ging Bruni 1959 nach London, wo er sich für die Pop-Art zu interessieren begann. Nach einer Ausstellung seiner Arbeiten in der Whibley Gallery in London kam er 1960 nach Hamburg an die Staatliche Hochschule für bildende Künste. Georg Gresko ermöglichte ihm das Studium, die sicher entscheidende Station in seiner Biografie. Bruno Bruni sagte von seinem strengen Mentor und Lehrer in einem Interview 1978: „Ohne Gresko wäre ich nicht, was ich heute bin“. Gresko half Bruni, die Spannung zwischen italienischer künstlerischer Tradition auf der einen Seite und dem Surrealismus und abstrakten Expressionismus andererseits umzusetzen.
Nach Greskos Tod (1962) studierte er bei Paul Wunderlich, der ihn die Technik der polychromen Lithografie lehrte. Bruni verließ 1965 die Hochschule. 1967 erhielt er das Stipendium des Lichtwark-Preises der Freien und Hansestadt Hamburg. 1968 wurde er Gründungsmitglied der CO-OP Künstlercooperative Hamburg. Er arbeitete seitdem in Hamburg im ehemaligen "Thedebad", in Hannover und in Pesaro. Seit einiger Zeit lebt und arbeitet er in Hannover, wo seine Frau eine Galerie betreibt.
2008 nahm er für den Fernsehsender VOX an der Koch-Dokumentation Das perfekte Promi-Dinner teil.
Er ist der Vater des Schauspielers Bruno Bruni Jr.